# シェヌア語
シェヌア語は、ベルベル語の一種で、北部ベルベル諸語のゼナタ諸語に属す言語である。アルジェリアのシェヌア山周辺のティパザ県とシュレフ県にかけて話されている。

シェヌア語の分布（橙）

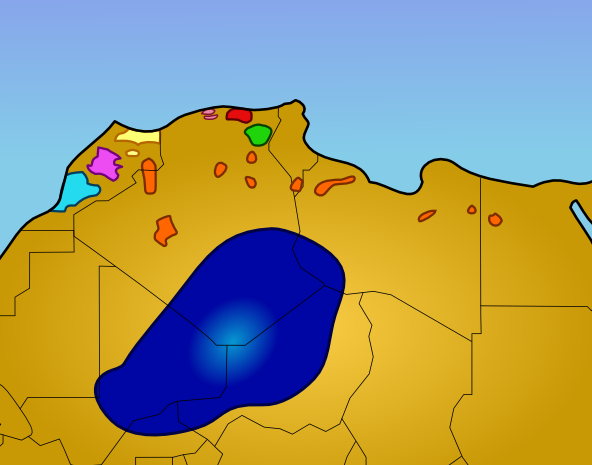
北アフリカにおけるベルベル語の分布
シルハ語（タシルハイト語、タシュリヒート語、タスースィッツ語）
中央アトラス・タマジクト語（タマジグト語）
リーフ語（タリフィート語、タアリフィート語）
オアシスグループ
シェヌア語
カビル語
シャウィーア語
トゥアレグ語

| シルハ語（タシルハイト語、タシュリヒート語、タスースィッツ語） 中央アトラス・タマジクト語（タマジグト語） リーフ語（タリフィート語、タアリフィート語） オアシスグループ | シェヌア語 カビル語 シャウィーア語 トゥアレグ語 |

## 参照
1. ↑  Shenwa at Ethnologue (17th ed., 2013)